# 芋川うどん

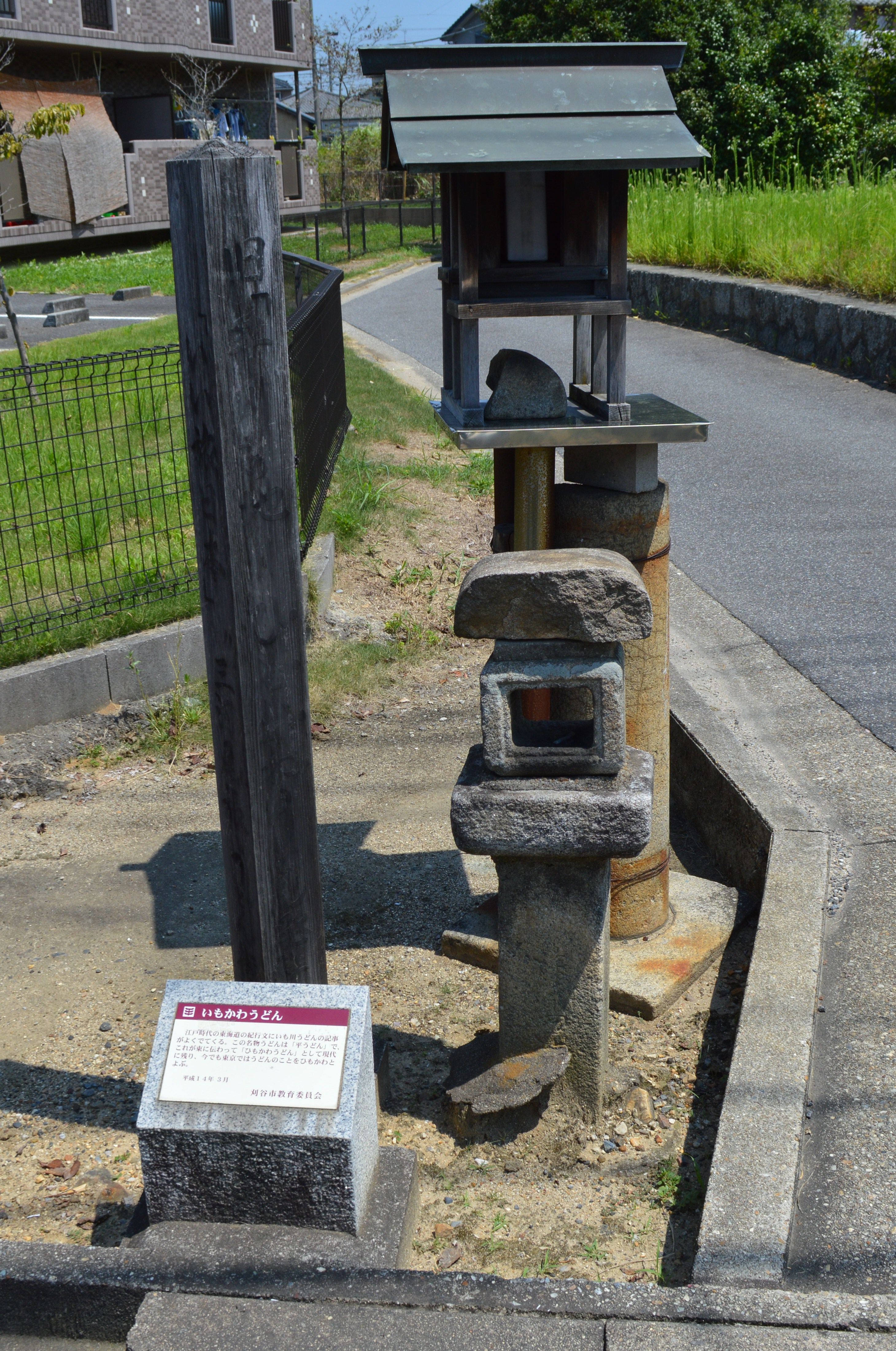
旧「芋川」の地 = ひもかわうどん発祥地 碑（愛知県刈谷市今岡町）

芋川うどん（いもかわうどん）は、三河国芋川（現愛知県刈谷市）で名物だった、平打ちのうどん。
『東海道名所記』（浅井了意）に三河の芋川の名ひらうどんについて記述が見られ、『東海道中膝栗毛』（十返舎一九）には今岡村のいもかわに名物の麺類がある旨の記述があり、『好色一代男』（井原西鶴）にも芋川という里に平打ちうどんという名物がある旨の記述がある。『嬉遊笑覧』（喜多村信節）では江戸の「紐革うどん」は芋川うどんが訛ったものと推測されている。芋川の場所については、現刈谷市の今川町、今岡町、一里山町と諸説がある。
愛知県名古屋市名物きしめんの起源は、この芋川うどんであるという説が有力である。『守貞謾稿』（喜田川守貞）にも、江戸で平打ちうどんを「ひもかわ」と呼ぶのは紐革ではなく芋川の訛ったもので、名古屋ではきしめんと呼ぶ旨の記述がある。また、群馬県桐生市名物ひもかわうどんは、芋川うどんが訛ったものとも伝えられている。
芋川うどんは明治時代に途絶えていたが、刈谷市の地域おこしグループが、試行錯誤の末の2007年に復活に成功した。